# 戀式手冊
《戀式手冊》（恋式マニュアル）是日本Glace在2014年2月28日發售的戀愛冒險類型成人遊戲。萌APP（萌えAPP）在2017年3月10日發布Android版，2017年3月31日發布iOS版。

## 系統
《戀式說明書》是成人戀愛冒險遊戲。玩家在玩《戀式說明書》的時候主要是觀看和聆聽故事情節的發展，不過在部分預設的段落中玩家須藉由點擊的方式選擇行為選項，而這些選擇將會影響之後的人物的行動或者是反應。遊戲藉由這些相互連接的劇情分歧點而組織成多條故事路線，而遊戲的選項便會影響玩家所挑選的故事劇情內容，包含玩家操控的角色和遊戲人物之間的色情場景，並且進入不同的結局。

## 故事
一之瀬學園的學園長突然宣布實施「現充偏差值」制度並且舉行「實力測驗」，原本成績優秀的青山廣樹，在這次測驗中卻只有3分而已。在測驗結束數日後，廣樹和其他同樣也是不及格的5名少女們被分發到專門強化戀愛教育通稱「戀式說明書」的班級。

## 角色

### 主要角色
青山廣樹
本作男主角。一之瀬學園2年級學生。
一之瀬姫乃（聲優：有栖川みや美）
身高：163cm，血型：A型，三圍：B84（D）/W58/H84
廣樹的同學，一之瀬學園的繼承人。成績優秀但實力測驗卻是0分。，喜歡武將般男性的重度歷女。為了離開「戀式說明書」而向廣樹提議兩人偽裝成情侶。
陽下穂花（聲優：白月かなめ）
身高：160cm，血型：O型，三圍：B92（F）/W61/H86
廣樹的同學，原本擔任書記，在前學生會長的推薦下擔任學生會長。
鈴鹿愛希（聲優：綾部結花）
身高：156cm，血型：B型，三圍：B86（E）/W58/H84
廣樹的熱血學妹，網球部的部員。
羽白天音（聲優：姫川あいり）
身高：149cm，血型：AB型，三圍：B78（C）/W54/H77
廣樹的學姊，吹奏樂部的部員。對周遭事情不關心，喜歡獨自一人聽音樂。
篠宮忍）
身高：165cm，血型：B型，三圍：B81（B）/W58/H80
廣樹的同學兼朋友，姫乃的青梅竹馬。平常在學校是女扮男裝。由於堅持以男性身分測驗而被判定不及格。

### 其他角色
夏森奏多（聲優：真宮ゆず）
愛希的同學兼朋友，吹奏樂部的部員，「戀式說明書」的助手。
柏木理緒（聲優：北見六花）
廣樹的學姊，前任學生會的會長。由於是實力測驗中成績最好而擔任「戀式說明書」的模範生。
天王洲艾蕾娜（聲優：各邑辛多狼）
「戀式說明書」的專任老師，知名人妖酒吧的媽媽桑。
一之瀬明乃（聲優：日向苺）
一之瀬學園的學園長，姫乃的母親。由於專注學校工作而導致夫妻失和。

## 主題曲
片頭曲
作曲、編曲：井ノ原智，作詞、歌：
片尾曲「True Heart」
作曲、編曲：Meis Clauson，作詞、歌：tohko

## 外部連結
- PC版官方網站 （页面存档备份，存于）Glace（日語）
- App版官方網站 （页面存档备份，存于）萌えAPP（日語）